# Kantilal Jivan

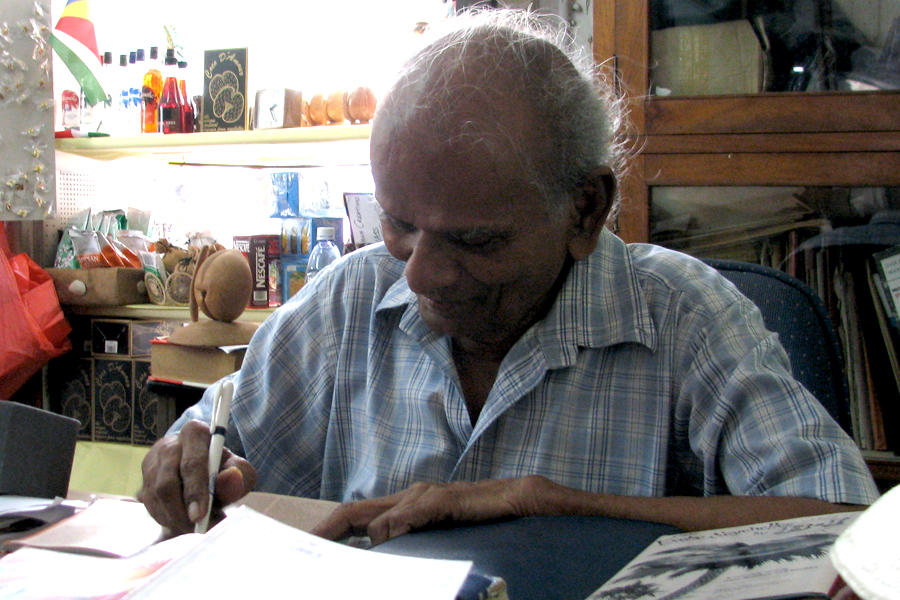

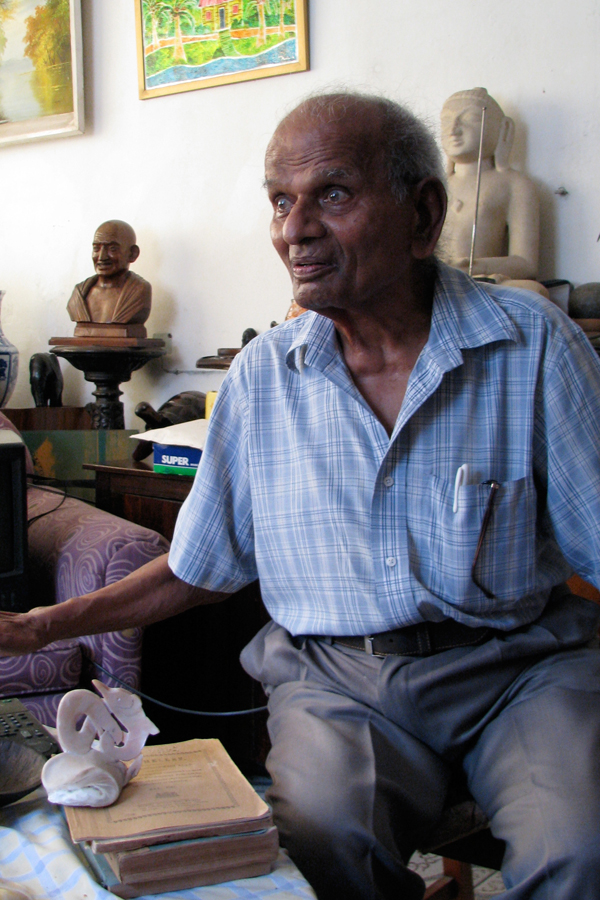

Kantilal Jivan Shah (Kanti, geb. 1922; gest. 22. Oktober 2010 in Mahé) war ein Künstler, Händler und Guru auf den Seychellen. Er galt als meist-besprochener Einwohner von Mahé. Er beschäftigte sich mit Geschichte, Naturgeschichte, Chiromantik, Vegetarismus und arbeitete als Koch, Photograph, Künstler und Landwirt.
Viele namhafte Persönlichkeiten statteten ihm einen Besuch ab, darunter Königin Elisabeth II., Mutter Teresa und vor allem Ian Fleming, der für ihn eine Figur in seinem letzten James-Bond-Roman schuf. Zusammen mit Omar Sharif trat er in einem Spielfilm auf.

## Leben
Jivan führte ein Import- und Exportgeschäft, das sein Vater 1895 gegründet hatte, aber er wurde bekannt als Pionier im Umweltschutz und Ökotourismus, sowie als Historiker und Folklorist. Er engagierte sich in verschiedenen Organisationen wie der Alliance Francaise, der Chamber of Commerce and Industry und im Seychelles Environment Trust Fund. Als Hindu lebte er als Vegetarier, Nichtraucher und Teetotaler.
Aufgrund seines Engagements wurde er in die UN Environmental Program Global 500 Roll of Honour aufgenommen und als Ehrenmitglied in die Norwegische Akademie der Wissenschaften. Auf seine Initiative hin wurde der Ste. Anne Marine National Park, der Port Launay Marine National Park gegründet und der Protection of Shells Act verabschiedet. Weitere Erfolge erzielte er im Tierschutz, beim kontrollierten Ernten von Meeresvogel-Eiern, Meeresschildkröten-Schutz und bei der Einrichtung des Seychelles Marine Mammal Sanctuary.
Jivan starb am 22. Oktober 2010 im Victoria Hospital, Mahé im Alter von 87 Jahren. Er hatte damals einen Sohn und einen Enkel.